# Distrito salvaje
Distrito salvaje es una serie web colombiana creada por Cristian Conti. producida por Dynamo para Netflix. Está protagonizada por  Juan Pablo Raba como el personaje titular.
Cuenta la historia de Jhon Jeiver (Juan Pablo Raba), un guerrillero que se muda de la selva a Bogotá después de la firma del Tratado de Paz. Es la primera serie original colombiana de Netflix. 
La serie se estrenó el 19 de octubre de 2018. El 5 de marzo de 2019, la serie se renovó para una segunda temporada, que se estrenó el 8 de noviembre de 2019.

## Reparto
- Juan Pablo Raba como Jhon Jeiver "Yei Yei" / Jhon Gómez
- Nicolás Quiroga Pineda como Mario Gómez (hijo de Jhon Jeiver)
- Cristina Umaña como Daniela León
- Susana Torres como Carmen Caicedo
- Camila Sodi como Gissele Duque
- Christian Tappan como Apache
- Rodrigo Celis  como chacho
- Carolina Acevedo como Alexandra Mallarino
- Juan Fernando Sánchez como Caldera
- Juan Sebastián Calero como Raúl / Aníbal
- Julio Pachón como Coronel Rama
- Alina Lozano como Francisca, la madre de Jhon Jeiver
- Paula Castaño como Verónica
- Camila Jurado como Juliana
- Camilo Jiménez Varón como Senador Federico Ibargüen
- Felipe Giraldo como senador cifuentes
- Walter Díaz como Saúl
- Andrés Toro como Ramón
- Jennifer Hyde como Julie
- Estefanía Piñeres como Stefany Arbelo
- Gabriela Vera como Camila León (hija de Daniela León)
- Tatiana Hurtado Ariza como Nina
- Nina Caicedo como Misury
- Juan Pablo Urrego como Edilson
- Roberto Cano como Senator Edgar Santos
- Ed Hughes como Paul
- Sebastián Eslava como Mérida
- Helena Mallarino como Clara
- Andrés Londoño como Nicolas Gamero

## Episodios

### Temporada 1 (2018)
| N.º | Título         | Dirigido por | Escrito por | Fecha de emisión original |
| --- | -------------- | ------------ | ----------- | ------------------------- |
| 1   | «Coacción»     | —            | —           | 19 de octubre de 2018     |
| 2   | «Infiltración» | —            | —           | 19 de octubre de 2018     |
| 3   | «Intimidación» | —            | —           | 19 de octubre de 2018     |
| 4   | «Soborno»      | —            | —           | 19 de octubre de 2018     |
| 5   | «Robo»         | —            | —           | 19 de octubre de 2018     |
| 6   | «Allanamiemto» | —            | —           | 19 de octubre de 2018     |
| 7   | «Decepción»    | —            | —           | 19 de octubre de 2018     |
| 8   | «Traición»     | —            | —           | 19 de octubre de 2018     |
| 9   | «Ejecución»    | —            | —           | 19 de octubre de 2018     |
| 10  | «Juicio»       | —            | —           | 19 de octubre de 2018     |

## Premios y nominaciones

### Premios India Catalina
| Año  | Categoría                                                   | Nominado(a)                                                              | Resultado |
| ---- | ----------------------------------------------------------- | ------------------------------------------------------------------------ | --------- |
| 2019 | Mejor telenovela o serie                                    | Mejor telenovela o serie                                                 | Nominada  |
| 2019 | Mejor actriz protagónica de telenovela o serie              | Cristina Umaña                                                           | Nominada  |
| 2019 | Mejor actor protagónico de telenovela o serie               | Juan Pablo Raba                                                          | Nominado  |
| 2019 | Mejor director de telenovela o serie                        | Javier Fuentes-León, Carlos Moreno                                       | Nominados |
| 2019 | Mejor libreto de telenovela o serie (original o adaptación) | Cristian Conti, Javier Fuentes-León, Javier Guillón, Mauricio Leiva Cock | Nominados |
| 2019 | Mejor director de arte                                      | Diego López                                                              | Nominado  |
| 2019 | Mejor fotógrafo                                             | Juan Carlos Gil                                                          | Ganador   |
| 2020 | Mejor actriz antagónica de telenovela o serie               | Susana Torres                                                            | Pendiente |
| 2020 | Mejor actor antagónico de telenovela o serie                | Christian Tappan                                                         | Pendiente |